# Acidente rodoviário

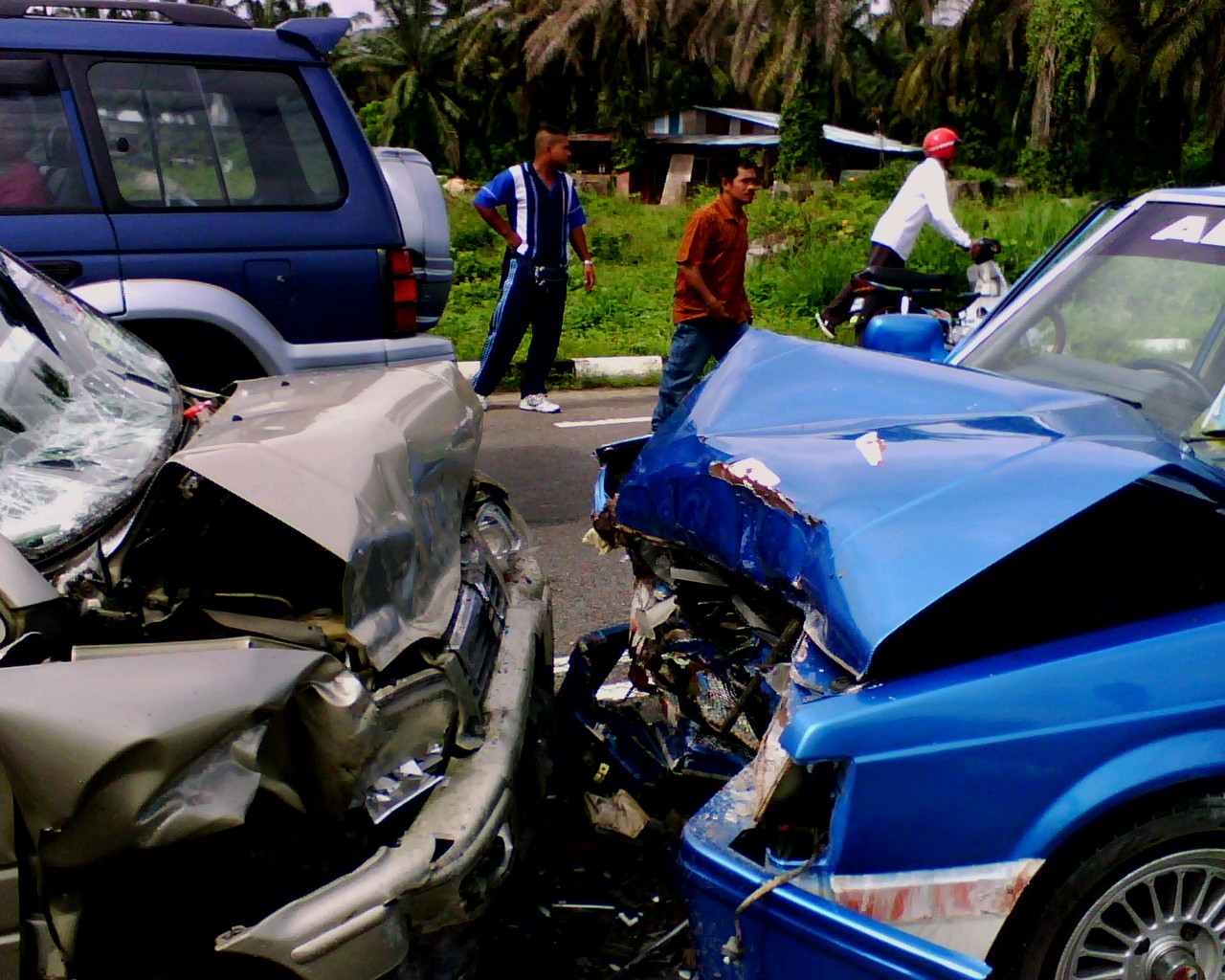
Um acidente de trânsito (2007).

Um acidente rodoviário ou acidente de trânsito, é um evento inesperado que ocorre em uma via envolvendo veículos ou entre veículos e pedestres (ou animais), ou ainda, entre veículo e qualquer obstáculo presente nas proximidades desta via (poste, construção, árvore, etc.).
Uma série de fatores contribuem para o risco de colisões, incluindo projeto do veículo, velocidade de operação, projeto da estrada, clima, ambiente da estrada, habilidades de direção, deficiência devido ao álcool ou drogas e comportamento, principalmente direção agressiva, direção distraída, excesso de velocidade e corridas de rua.

## Mortes no mundo
Conforme a Organização Mundial da Saúde (OMS), no relatório publicado em outubro de 2017, o número de mortes mundial por acidentes de transito no mundo era de 1,25 milhão de pessoas. Já no relatório publicado em 2018 esse número chega a 1,35 milhão e representa a principal causa de mortes entre as pessoas com idade entre 5 e 29 anos.
Em 2013, 54 milhões de pessoas em todo o mundo sofreram lesões causadas por colisões de trânsito. Isso resultou em 1,4 milhão de mortes em 2013, contra 1,1 milhão de mortes em 1990. Cerca de 68 000 delas ocorreram em crianças com menos de cinco anos de idade. Quase todos os países de alta renda têm taxas de mortalidade decrescentes, enquanto a maioria dos países de baixa renda têm taxas de mortalidade crescentes devido a colisões de tráfego. Os países de renda média têm a taxa mais alta, com 20 mortes por 100 000 habitantes, sendo responsáveis por 80% de todas as mortes nas estradas com 52% de todos os veículos. Enquanto a taxa de mortalidade na África é a mais alta (24,1 por 100 000 habitantes), a menor taxa é encontrada na Europa (10,3 por 100 000 habitantes).

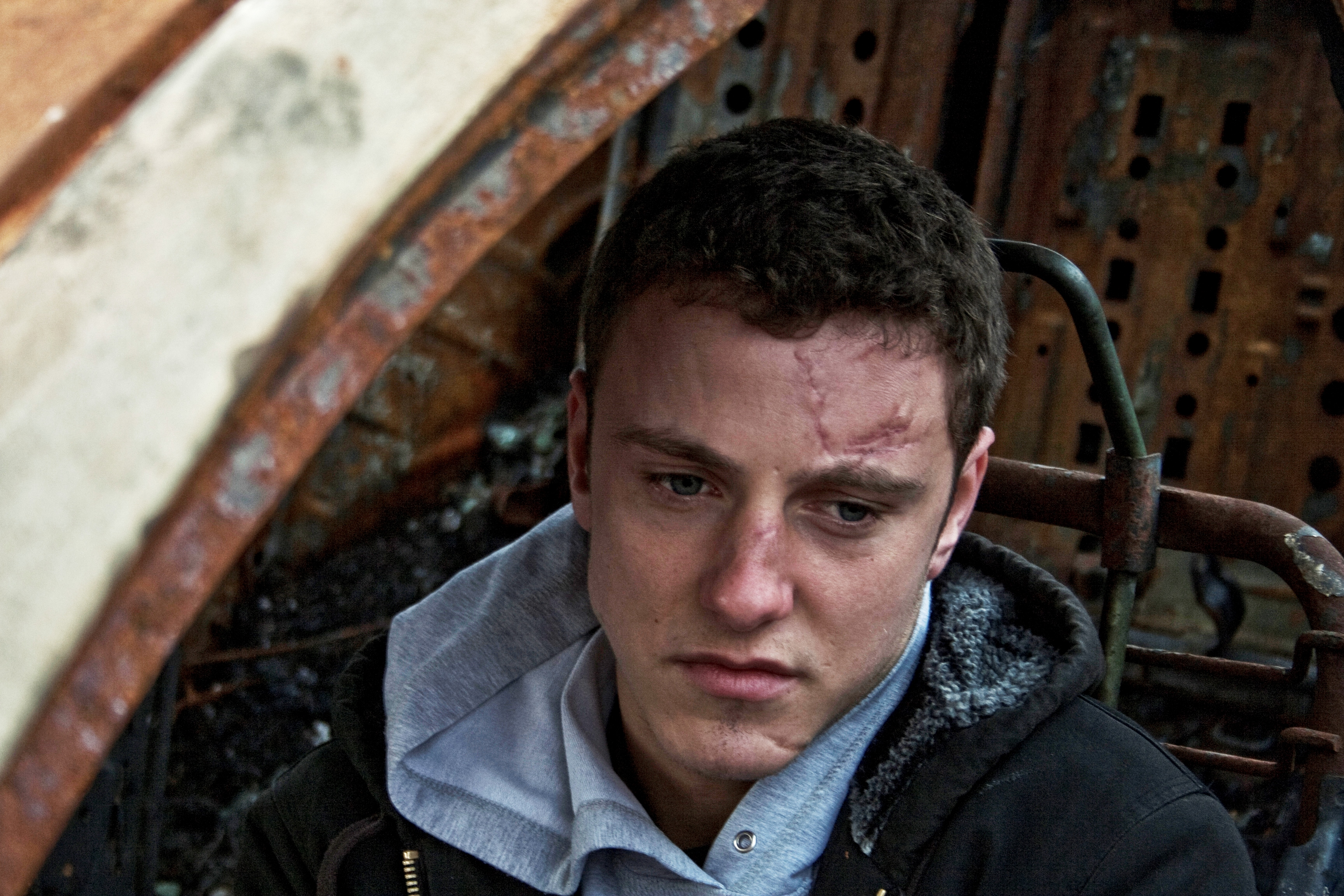
Um homem com cicatrizes faciais visíveis resultantes de uma colisão de carro.

## Efeitos na saúde

### Físico
Uma série de lesões físicas pode comumente resultar do trauma contuso causado por uma colisão, variando de hematomas e contusões a lesões físicas catastróficas (por exemplo, paralisia) ou morte.

### Psicológico
Após as colisões, podem ocorrer traumas psicológicos de longa duração. Esses problemas podem fazer com que aqueles que sofreram um acidente tenham medo de dirigir novamente. Em alguns casos, o trauma psicológico pode afetar a vida dos indivíduos, podendo causar dificuldade para ir ao trabalho, frequentar a escola ou cumprir responsabilidades familiares.

## Causas
Um estudo de 1985 por K. Rumar, usando relatórios de acidentes britânicos e americanos como dados, sugeriu que 57% dos acidentes foram devidos exclusivamente a fatores do motorista, 27% à rodovia e fatores do motorista combinados, 6% aos fatores do veículo e do motorista combinados, 3% exclusivamente para fatores rodoviários, 3% para fatores combinados de rodovia, motorista e veículo, 2% somente para fatores de veículo e 1% para fatores combinados de rodovia e veículo. Reduzir a gravidade das lesões em colisões é mais importante do que reduzir a incidência e classificar a incidência por amplas categorias de causas é enganoso em relação à redução de lesões graves. Modificações de veículos e estradas são geralmente mais eficazes do que esforços de mudança comportamental, com exceção de certas leis, como o uso obrigatório de cintos de segurança, capacetes para motociclistas e licenciamento gradativo de adolescentes.

### Fatores humanos

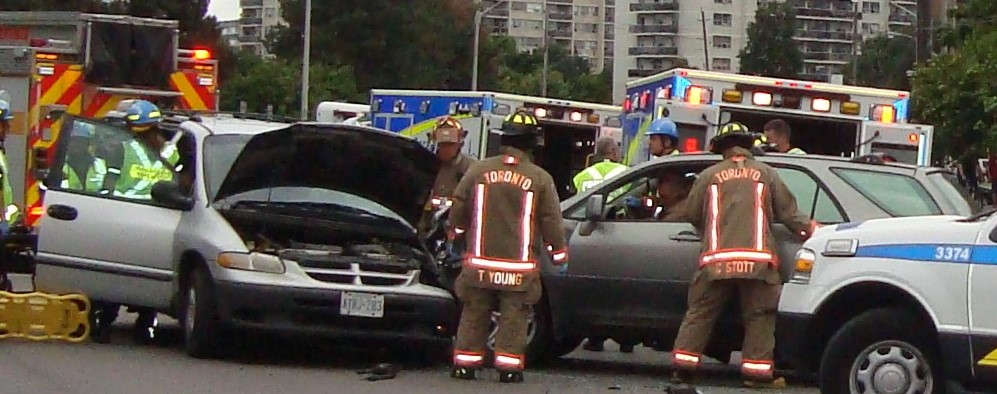
Uma colisão lateral depois que um motorista calculou mal seu tempo para fazer uma curva à esquerda.

Fatores humanos em colisões de veículos incluem qualquer coisa relacionada a motoristas e outros usuários da estrada que possam contribuir para uma colisão. Os exemplos incluem o comportamento do motorista, acuidade visual e auditiva, capacidade de tomada de decisão e velocidade de reação.
Um relatório de 1985 baseado em dados de acidentes britânicos e estadunidenses encontrou erros de motorista, intoxicação e outros fatores humanos contribuindo total ou parcialmente para cerca de 93% dos acidentes.
Os motoristas distraídos por dispositivos móveis tinham risco quase quatro vezes maior de bater com os carros do que aqueles que não o eram. Pesquisa do Virginia Tech Transportation Institute descobriu que motoristas que enviam mensagens de texto enquanto dirigem têm 23 vezes mais probabilidade de se envolver em um acidente do que motoristas que não enviam mensagens de texto. Discar um telefone é a distração mais perigosa, aumentando em 12 vezes a chance de um motorista bater, seguido de ler ou escrever, o que aumenta o risco em dez vezes.
Uma pesquisa RAC (The Royal Automobile Club Foundation for Motoring) com motoristas britânicos revelou que 78% dos motoristas pensavam que eram altamente qualificados para dirigir, e a maioria achava que eram melhores do que os outros motoristas, um resultado que sugere excesso de confiança em suas habilidades. Quase todos os motoristas que sofreram um acidente não se julgavam culpados A pesquisa com motoristas relatou que eles pensavam que os principais elementos de uma boa direção eram:
- controlar um carro, incluindo uma boa consciência do tamanho e das capacidades do carro;
- ler e reagir às condições da estrada, clima, sinais de trânsito e meio ambiente;
- estar alerta, lendo e antecipando o comportamento de outros motoristas.

Embora a proficiência nessas habilidades seja ensinada e testada como parte do exame de direção, um "bom" motorista ainda pode correr um alto risco de bater porque:
a sensação de estar confiante em situações cada vez mais desafiadoras é experimentada como evidência de habilidade de dirigir, e essa habilidade 'comprovada' reforça os sentimentos de confiança. A confiança se alimenta e cresce sem controle até que algo aconteça - um quase acidente ou um acidente.
Uma pesquisa da Axa concluiu que os motoristas irlandeses estão muito preocupados com a segurança em relação a outros motoristas europeus. No entanto, isso não se traduz em taxas de acidentes significativamente mais baixas na Irlanda.
As mudanças que acompanharam os projetos das estradas foram a adoção em larga escala de regras rodoviárias ao lado de políticas de aplicação da lei que incluíam leis para restringir o dirigir sob o efeito do álcool, estabelecimento de limites de velocidade e sistemas de fiscalização de velocidade, como radares. Os testes de direção de alguns países foram expandidos para testar o comportamento de um novo motorista durante emergências e sua percepção de perigo.
Existem diferenças demográficas nas taxas de acidentes. Por exemplo, embora os jovens tendam a ter bons tempos de reação, desproporcionalmente mais motoristas jovens do sexo masculino aparecem nas colisões, com pesquisadores observando que muitos exibem comportamentos e atitudes de risco que podem colocá-los em situações mais perigosas do que outros usuários da estrada. Isso é refletido pelos atuários quando eles estabelecem taxas de seguro para grupos de diferentes idades, em parte com base em sua idade, sexo e escolha do veículo. Pode-se esperar que motoristas mais velhos com reações mais lentas se envolvam em mais colisões, mas não é esse o caso, pois eles tendem a dirigir menos e, aparentemente, com mais cautela. As tentativas de impor políticas de tráfego podem ser complicadas pelas circunstâncias locais e pelo comportamento do motorista. Em 1969, Leeming advertiu que há um equilíbrio a ser alcançado ao "melhorar" a segurança de uma estrada.
Por outro lado, um local que não parece perigoso pode ter uma alta frequência de acidentes. Isso ocorre, em parte, porque se os motoristas percebem um local como perigoso, eles tomam mais cuidado. As colisões podem ser mais prováveis de acontecer quando as condições perigosas da estrada ou do tráfego não são óbvias à primeira vista, ou quando as condições são muito complicadas para a limitada máquina humana perceber e reagir no tempo e na distância disponíveis. A alta incidência de acidentes não é indicativa de alto risco de lesões. Os acidentes são comuns em áreas de grande congestionamento de veículos, mas os acidentes fatais ocorrem de forma desproporcional nas estradas rurais à noite, quando o tráfego é relativamente leve.
Este fenômeno foi observado em pesquisas de compensação de risco, onde as reduções previstas nas taxas de colisão não ocorreram após mudanças legislativas ou técnicas. Um estudo observou que a introdução de freios aprimorados resultou em uma direção mais agressiva, e outro argumentou que as leis de cinto de segurança obrigatório não foram acompanhadas por uma queda claramente atribuída nas mortes em geral. A maioria das reivindicações de compensação de risco compensando os efeitos da regulamentação do veículo e as leis de uso do cinto foram desacreditadas por pesquisas usando dados mais refinados.
Algumas falhas são intencionais; Os acidentes encenados, por exemplo, envolvem pelo menos uma parte que espera bater um veículo para apresentar reivindicações lucrativas a uma seguradora. Nos Estados Unidos durante a década de 1990, os criminosos recrutaram imigrantes latino-americanos para deliberadamente bater carros, geralmente cortando a frente de outro carro e pisando no freio. Era um trabalho ilegal e arriscado, e eles geralmente recebiam apenas US$ 100. Jose Luis Lopez Perez, um motorista de acidente encenado, morreu após uma dessas manobras, levando a uma investigação que descobriu a frequência crescente desse tipo de acidente.

#### Velocidade do veículo motorizado

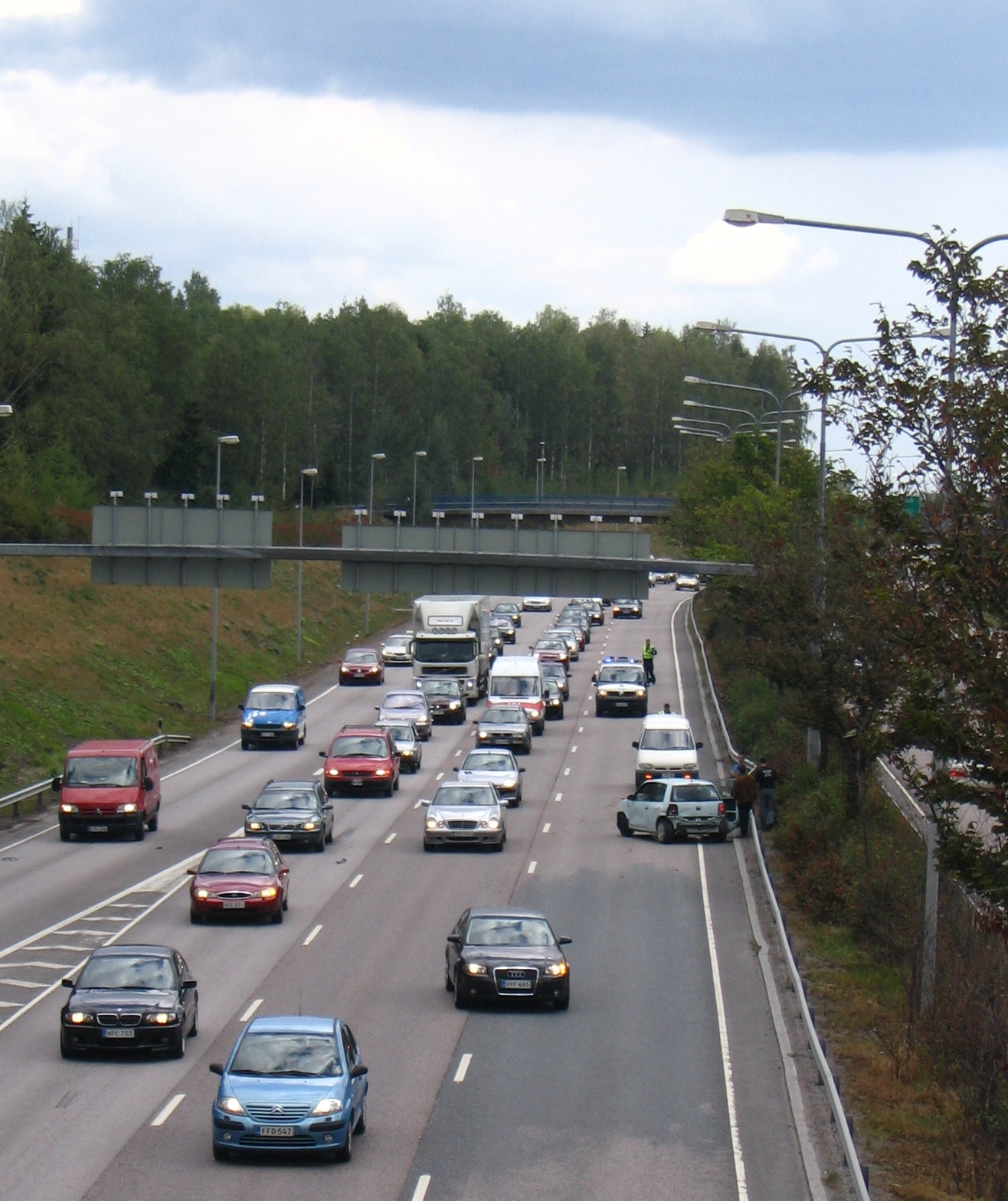
Um acidente no Anel I em Helsinque, Finlândia, em 25 de agosto de 2006, por volta das 13:00 hora local. O incidente causa congestionamento de tráfego.

A Administração Federal de Rodovias do Departamento de Transporte dos EUA revisou a pesquisa sobre velocidade de tráfego em 1998. O resumo diz:
- As evidências mostram que o risco de colisão é maior tanto para veículos que viajam mais devagar do que a velocidade média, quanto para aqueles que viajam acima da velocidade média;
- O risco de se ferir aumenta exponencialmente com velocidades muito mais rápidas do que a velocidade média;
- A gravidade / letalidade de um acidente depende da mudança de velocidade do veículo no impacto;
- Há evidências limitadas sugerindo que limites de velocidade mais baixos resultam em velocidades mais baixas em todo o sistema;
- A maioria dos acidentes relacionados à velocidade envolve velocidade muito rápida para as condições;
- Mais pesquisas são necessárias para determinar a eficácia da moderação de tráfego.

#### Distância livre garantida à frente
Uma causa comum de colisões é dirigir mais rápido do que se pode parar, observando um obstáculo, dentro de seu campo de visão. Essa prática e particularmente responsável por um aumento de fatalidades à noite, cerca de três vezes maior.

#### Deficiência do motorista

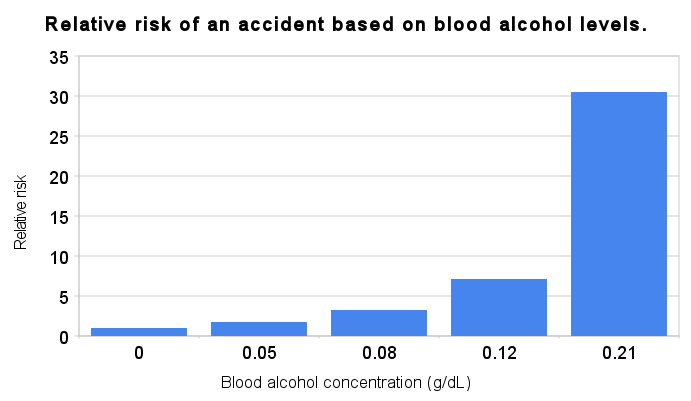
Risco relativo de colisões com base nos níveis de álcool no sangue.

Um gráfico que descreve a relação entre o número de horas dirigidas e a porcentagem de acidentes de caminhões comerciais relacionados à fadiga do motorista.

A deficiência do motorista descreve fatores que impedem o motorista de dirigir em seu nível normal de habilidade. Deficiências comuns incluem:
- Álcool

De acordo com o Governo do Canadá, relatórios de legistas de 2008 sugeriram que quase 40% dos motoristas fatalmente feridos consumiram alguma quantidade de álcool antes da colisão.
- Deficiência física

Visão deficiente e/ou deficiência física, com muitas jurisdições definindo testes simples de visão e / ou exigindo modificações adequadas no veículo antes de poder dirigir.
- Juventude

As estatísticas de seguros demonstram uma incidência notavelmente maior de colisões e fatalidades entre motoristas na adolescência ou início dos 20 anos, com as taxas de seguro refletindo esses dados. Esses motoristas têm a maior incidência de colisões e fatalidades entre todas as faixas etárias dos motoristas, fato observado muito antes do advento dos telefones celulares. As mulheres nesta faixa etária apresentam taxas de colisão e fatalidade um pouco mais baixas do que os homens, mas ainda se registram bem acima da mediana para motoristas de todas as idades. Também dentro deste grupo, a maior taxa de incidência de colisão ocorre dentro do primeiro ano de condução licenciada.
- Velhice

Idade avançada, com algumas jurisdições exigindo um novo teste do motorista para a velocidade de reação e a visão após uma certa idade.
- Privação de sono

Vários fatores, como fadiga ou: falta de sono podem aumentar o risco, ou o número de horas de condução pode aumentar o risco de um acidente.
- Uso de drogas

Incluindo alguns medicamentos prescritos, medicamentos de venda livre (principalmente anti-histamínicos, opioides e antagonistas muscarínicos) e drogas ilegais.
- Distração

A pesquisa sugere que a atenção do motorista é afetada por sons que distraem, como conversas e operar um telefone celular enquanto dirige. Muitas jurisdições agora restringem ou proíbem o uso de alguns tipos de celular dentro do carro. Uma pesquisa recente conduzida por cientistas britânicos sugere que a música também pode ter um efeito; música clássica é considerada calmante, mas muito pode relaxar o motorista a uma condição de distração. Por outro lado, o hard rock pode encorajar o motorista a pisar no pedal da aceleração, criando uma situação potencialmente perigosa na estrada. O uso do telefone celular é um problema cada vez mais significativo nas estradas e como o Conselho de Segurança Nacional dos EUA compilou mais de 30 estudos postulando que o viva-voz não é uma opção mais segura, porque o cérebro permanece distraído pela conversa e não pode se concentrar apenas na tarefa de dirigindo.
- Intenção

Algumas colisões de tráfego são causadas intencionalmente por um motorista. Por exemplo, uma colisão pode ser causada por um motorista que pretende cometer suicídio veicular. As colisões também podem ser causadas intencionalmente por pessoas que desejam fazer uma reclamação de seguro contra o outro motorista, ou podem ser encenadas para fins como fraude de seguro. Veículos motorizados também podem estar envolvidos em colisões como parte de um esforço deliberado para ferir outras pessoas.

#### Combinações de fatores
Várias condições podem se combinar para criar uma situação muito pior, por exemplo:
- A combinação de baixas doses de álcool e cannabis tem um efeito mais severo no desempenho ao volante do que a cannabis ou o álcool isoladamente.[40]
- Tomar as doses recomendadas de vários medicamentos ao mesmo tempo, que individualmente não causam danos, pode resultar em sonolência ou outros problemas. Isso pode ser mais pronunciado em uma pessoa idosa cuja função renal é menos eficiente do que a de uma pessoa mais jovem.[41]

Portanto, há situações em que uma pessoa pode ser deficiente, mas ainda assim ter permissão legal para dirigir, e se tornar um perigo potencial para si mesma e para outros usuários da estrada. Os pedestres ou ciclistas são afetados da mesma forma e podem colocar em risco a si próprios ou a outras pessoas durante a viagem.

### Projeto de estradas

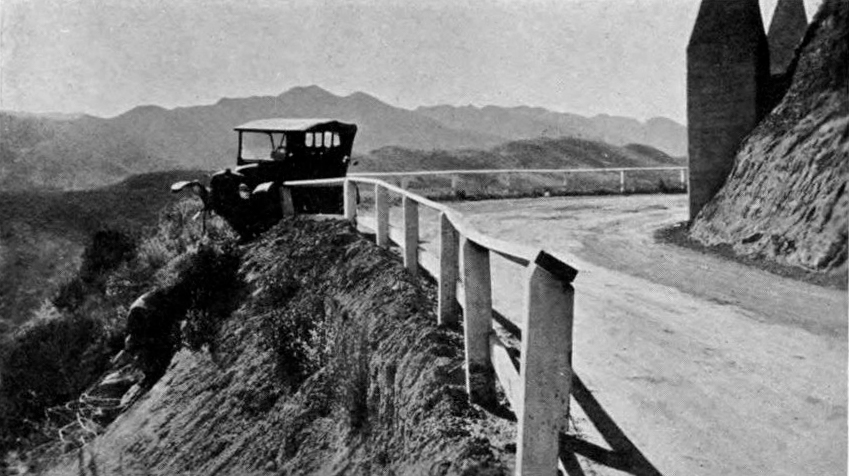
Uma potencial queda longa interrompida por um guarda-corpo precoce, ca. 1920. Guarda-corpos, barreiras medianas ou outros objetos físicos podem ajudar a reduzir as consequências de uma colisão ou minimizar os danos.

Um estudo estadunidense de 1985 mostrou que cerca de 34% dos acidentes graves tiveram fatores contribuintes relacionados à estrada ou ao seu ambiente. A maioria desses acidentes também envolveu um fator humano. O fator rodoviário ou ambiental foi considerado uma contribuição significativa para as circunstâncias do acidente ou não permitiu espaço para se recuperar. Nessas circunstâncias, frequentemente é o motorista que é culpado, e não a estrada; aqueles que relatam as colisões tendem a ignorar os fatores humanos envolvidos, como as sutilezas de projeto e manutenção que um motorista poderia deixar de observar ou compensar inadequadamente.
A pesquisa mostrou que o projeto e a manutenção cuidadosos, com interseções, superfícies de estradas, visibilidade e dispositivos de controle de tráfego bem projetados, podem resultar em melhorias significativas nas taxas de colisão.

### Projeto e manutenção de veículos
Cintos

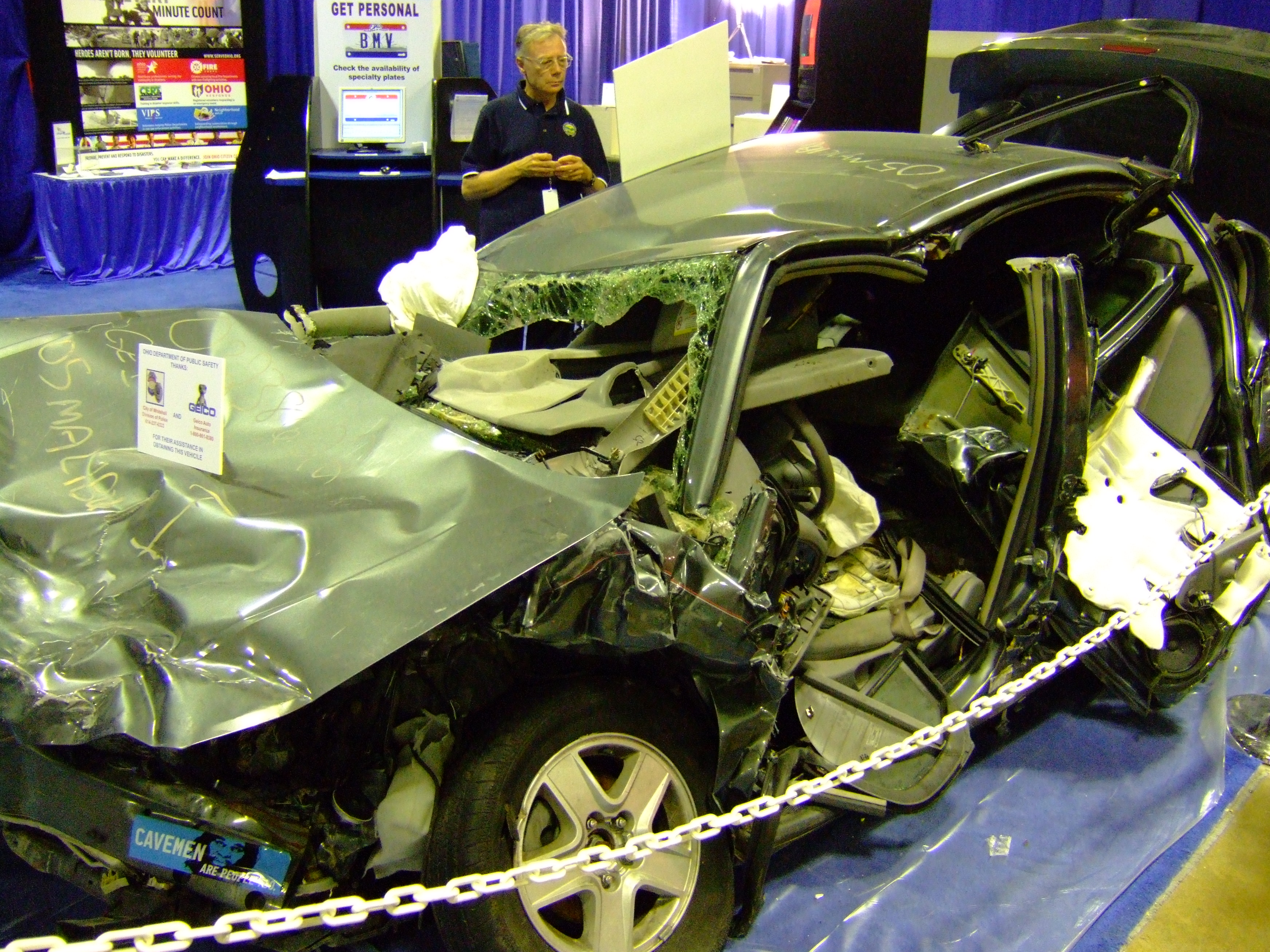
Um Chevrolet Malibu de 2005 envolvido em um acidente de capotamento.

A pesquisa mostrou que, em todos os tipos de colisão, é menos provável que os cintos de segurança tenham sido usados em colisões envolvendo morte ou ferimentos graves, em vez de ferimentos leves; o uso do cinto de segurança reduz o risco de morte em cerca de 45%. O uso do cinto de segurança é controverso, com críticos notáveis como o Professor John Adams sugerem que seu uso pode levar a um aumento líquido no número de vítimas rodoviárias devido a um fenômeno conhecido como compensação de risco. No entanto, a observação real do comportamento do motorista antes e depois das leis do cinto de segurança não apoia a hipótese de compensação de risco.
Manutenção
Um veículo bem projetado e com boa manutenção, com bons freios, pneus e suspensão bem ajustada será mais controlável em caso de emergência e, portanto, melhor equipado para evitar colisões. Alguns esquemas de inspeção obrigatória de veículos incluem testes para alguns aspectos de inspeção técnica, como o teste MOT (Ministério dos Transportes) do Reino Unido ou a inspeção de conformidade da TÜV (Associação de Inspeção Técnica) alemã.
O design dos veículos também evoluiu para melhorar a proteção após a colisão, tanto para os ocupantes do veículo quanto para aqueles que estão fora do veículo. Muito desse trabalho foi liderado pela competição da indústria automotiva e inovação tecnológica, levando a medidas como a gaiola de segurança da Saab e pilares do teto reforçado de 1946, o pacote de segurança salva-vidas da Ford em 1956 e a introdução da Saab e Volvo de cintos de segurança padrão em 1959 Outras iniciativas foram aceleradas como uma reação à pressão do consumidor, depois que publicações como o livro de Ralph Nader, Unsafe at Any Speed, de 1965, acusaram os fabricantes de automóveis de indiferença em relação à segurança.
No início da década de 1970, a British Leyland iniciou um programa intensivo de pesquisa de segurança veicular, produzindo uma série de protótipos de veículos de segurança experimentais demonstrando várias inovações para proteção de ocupantes e pedestres, como air bag, freios antibloqueio, painéis laterais de absorção de impacto, frontais e apoios de cabeça traseiros, para-choques de absorção de impacto e faróis retráteis. O design também foi influenciado pela legislação governamental, como o teste de impacto Euro NCAP.
Recursos comuns projetados para melhorar a segurança incluem pilares mais grossos, vidros de segurança, interiores sem arestas vivas, carrocerias mais fortes, outros recursos de segurança ativa ou passiva e exteriores suaves para reduzir as consequências de um impacto com pedestres.
O Departamento de Transporte do Reino Unido publica estatísticas de acidentes rodoviários para cada tipo de colisão e veículo por meio de seu relatório Road Casualties Great Britain. Essas estatísticas mostram que na maioria dos carros, os ocupantes têm 2–8% de chance de morte em uma colisão de dois carros.
Centro de gravidade
Alguns tipos de falhas tendem a ter consequências mais sérias. Os capotamentos tornaram-se mais comuns nos últimos anos, talvez devido ao aumento da popularidade de SUVs, transportadores de passageiros e minivans mais altos, que têm um centro de gravidade mais alto do que os carros de passageiros convencionais. Os capotamentos podem ser fatais, especialmente se os ocupantes forem ejetados por não estarem usando cintos de segurança (83% das ejeções durante capotamentos foram fatais quando o motorista não usava cinto de segurança, em comparação com 25% quando o usavam). Depois que um novo design da Mercedes Benz notoriamente falhou em um 'teste de alce' (guinada repentina para evitar um obstáculo), alguns fabricantes aumentaram a suspensão usando o controle de estabilidade vinculado a um sistema de freio antibloqueio para reduzir a probabilidade de capotamento. Depois de adaptar esses sistemas aos seus modelos em 1999-2000, a Mercedes viu seus modelos envolvidos em menos acidentes.
Agora, cerca de 40% dos novos veículos dos EUA, principalmente os SUVs, vans e picapes que são mais suscetíveis a capotamento, estão sendo produzidos com um centro de gravidade mais baixo e suspensão aprimorada com controle de estabilidade vinculado ao seu sistema de freio antibloqueio para reduzir o risco de capotamento e atender aos requisitos federais dos EUA.
Motocicletas
Os motociclistas têm pouca proteção além de suas roupas e capacetes. Essa diferença é refletida nas estatísticas de vítimas, onde elas têm duas vezes mais chances de sofrer severamente após uma colisão.

### Fatores sociológicos
Estudos nos Estados Unidos mostraram que pessoas pobres correm maior risco de morrer em um acidente de carro do que pessoas ricas. Mortes de carros também são maiores em estados mais pobres.
Estudos semelhantes na França ou Israel mostraram os mesmos resultados. Isso pode ser devido ao fato de as pessoas da classe trabalhadora terem menos acesso a equipamentos seguros nos carros, tendo carros mais antigos que são menos protegidos contra acidentes e precisando cobrir uma distância maior para ir ao trabalho a cada dia.

### Outros
Outros fatores possivelmente perigosos que podem alterar a solidez do motorista na estrada incluem:
- Irritabilidade;[57]
- Seguir regras especificamente distintas de maneira muito burocrática, inflexível ou rígida quando circunstâncias únicas podem sugerir o contrário;[58]
- Desviar repentinamente para o ponto cego de alguém sem primeiro se tornar claramente visível através do espelho lateral;[59]
- Falta de familiaridade com os recursos do painel, console central ou outros dispositivos de manuseio interno após a compra recente de um carro;[60]
- Falta de visibilidade devido ao design do para-brisa, nevoeiro denso ou brilho do sol;[61]
- Distrair-se observando as pessoas;
- Cultura de segurança no trânsito, uma variedade de aspectos da cultura de segurança pode impactar no número de acidentes.[62]